# Komorni zbor Hugo Wolf
Komorni zbor Hugo Wolf je mešani pevski zbor iz Maribora. 
Zbor deluje pod okriljem Društva nemško govorečih žena Mostovi iz Maribora. Vodi ga pevski pedagog in baritonist Aleš Marčič. Ustanovljen je bil marca 2010 ob 150. obletnici rojstva skladatelja slovenskih korenin Huga Wolfa, enega največjih skladateljev romantičnega samospeva, ki je začel ustvarjati v Mariboru.
V Komornem zboru Hugo Wolf prepeva 35 pevk in pevcev. Glavni cilj delovanja zbora je skozi glasbo povezovati različne kulture. Posebno pozornost posveča obujanju spomina na pozabljene skladatelje, ki so bili na tak ali drugačen način povezani z Mariborom. Poleg Wolfa so do zdaj bili to Eduard Lannoy, Robert Stolz, Rudolf Wagner, glasbena družina Schönherr, Valentin Lechner, Emil Hochreiter in drugi.
Leta 2016 je bil izbran za spremljevalni zbor Andrea Bocellija na koncertu v dvorani Stožice v Ljubljani. Zbor se je za večje koncerte razširil v Mariborski koncertni zbor in leta 2022 ponovno nastopil z Andreo Bocellijem v Stožicah ter na mnogih drugih klasičnih koncertih v Sloveniji in Avstriji, tudi v Zlati dvorani dunajskega Glasbenega združenja (Musikverein) (Ludwig van Beethoven: 9. simfonija v d-molu, Carl Orff: Carmina Burana, Franz Schmidt: Knjiga s sedmimi pečati, Giuseppe Verdi: Rekviem, Joseph Haydn: Stvarjenje). Solisti Komornega zbora Hugo Wolf nastopajo tudi samostojno pod imenom Vokalni atelje Robert Stolz.

## Pomembnejši dosežki
| 2010 | Spominski koncert "Robert Stolz", Kazinska dvorana, SNG Maribor |
| 2011 | Mednarodno tekmovanje 'In... Canto sul Garda', International Choir Festival and Competition, Riva del Garda, Italija (zlato odličje)                                                                                  |
| 2011 | Spominski koncert "Rudolf Wagner", Stolna cerkev, Maribor |
| 2012 | Festival Maribor 2012: "Oda radosti" (Ludwig van Beethoven: Simfonija št. 9 v d-molu op. 125), Unionska dvorana, Maribor                                                                                              |
| 2012 | Spominski koncert "Glasbena družina Schönherr", Unionska dvorana, Maribor |
| 2013 | Koncert "Lechner, Haydn, Mozart", Frančiškanska cerkev, Maribor |
| 2013 | Koncert "Geistliche Weihnachtslieder", Leechkirche, Graz, Avstrija |
| 2013 | Projekt "Zven vesolja" |
| 2014 | Festival Maribor 2014: "Ukradeno?", Dvorana Union, Maribor |
| 2014 | "Zven vesolja", slovesnost ob obletnici prenosa škofijskega sedeža v Maribor, Narodni dom, Maribor |
| 2014 | Gostovanje v Nemčiji - Koncerti z Marburger Bachchorom v Marburgu in Eisenachu |
| 2014 | "Emil Hochreiter (1871-1938): Missa pro Defunctis (in memoria militum caesorum annis belli 1914-1915)", Op.38, za zbor unisono in orgle (1915), Stolna cerkev, Maribor                                                |
| 2015 | Mednarodno tekmovanje "Cork International Choral Competition", Cork, Irska (5. mesto) |
| 2015 | Jubilejni koncert ob 155. obletnici rojstva Huga Wolfa, Kazinska dvorana, SNG Maribor |
| 2016 | Zborovsko tekmovanje "Naša pesem 2016", Maribor (srebrna plaketa in nagrada zborovodji za najbolj perspektivnega debitantskega dirigenta)                                                                             |
| 2016 | "Ohrid Choir Festival 2016", Ohrid, Makedonija (1. nagrada, posebna nagrada za najboljšo izvedbo skladbe iz obdobja romantike)                                                                                        |
| 2016 | Andrea Bocelli (spremljevalni zbor), Stožice, Ljubljana |
| 2017 | Mednarodno zborovsko tekmovanje "LegeArtis", Tuzla, Bosna in Hercegovina (1. mesto in gran prix tekmovanja - zlata lira)                                                                                              |
| 2017 | Koncerti ob 500-letnici reformacije ("BACH - LUTHER - TRUBAR"; osrednja slovesnost Mestne občine Maribor ob dnevu reformacije; Mednarodni znanstveni simpozij Petsto let reformacije), Evangeličanska cerkev, Maribor |
| 2017 | Gostovanje v Romuniji (Resita) |
| 2017 | Spominski koncert ob 100. obletnici rojstva Elfie Mayerhofer, Kazinska dvorana SNG Maribor |
| 2017 | Winterklang Silvesterkonzert, Graz, Ludwig van Beethoven – 9. simfonija v d-molu, Congress Graz, Stefaniensaal |
| 2018 | Zborovsko tekmovanje "Naša pesem 2018", Maribor (srebrna plaketa) |
| 2018 | Pfingstklang - Concertchor Graz-Maribor: C. Orff: CARMINA BURANA, Stefaniensaal, Graz |
| 2018 | Mednarodno zborovsko tekmovanje Miltenberg, Nemčija - 2. mesto (srebrna diploma) in 3. nagrada občinstva |
| 2018 | Sveta noč, koncert ob 200. obletnici Gruberjeve Svete noči, Ljubljana in Maribor |
| 2019 | Nastop na Akademiji ob 800-letnici Srbske pravoslavne cerkve, SNG Maribor |
| 2019 | Mednarodno tekmovanje IKV 2019 C-Mine Genk, Belgija - 4. mesto v kategoriji mešanih pevskih zborov |
| 2019 | Nastop na slovesnosti Mestne občine Maribor ob Dnevu reformacije, Evangeličanska cerkev, Maribor |
| 2020 | Nastop na slovesnosti Mestne občine Maribor ob Prešernovem dnevu, Minoritska cerkev, Maribor |
| 2020 | Nastop na Slavnostni akademiji ob 160. obletnici rojstva Huga Wolfa, Koroška galerija likovnih umetnosti, Slovenj Gradec                                                                                              |
| 2021 | Koncert ob 160. obletnici rojstva Huga Wolfa, Zavod A. M. Slomška, Maribor |
| 2021 | Universum - Jubilejni koncert ob 10-letnici Komornega zbora Hugo Wolf", Sv. Janez Bosko, Maribor |
| 2021 | Koncertni diptih ob 200-letnici kapele na Piramidi. Več koncertov po sklopih 1: Slovenske vinske pesmi; 2: Immaculata; Maribor                                                                                        |
| 2021 | Koncert ob 140. obletnici rojstva Roberta Stolza, Zavod A. M. Slomška, Maribor |
| 2022 | 200 let vinske kulture v Mariboru, več koncertov vinskih pesmi, Maribor in okolica |
| 2022 | Koncert ob 170. obletnici prve uprozoritve opere Marta v Mariboru, Kazinska dvorana, SNG Maribor |
| 2022 | Božična skrivnost - César Franck (1822-1890): koncert ob 200. obletnici rojstva skladatelja, Župnijska cerkev Pobrežje, Maribor                                                                                       |
| 2023 | In vino veritas, Koncert ob 120. obletnici smrti Huga Wolfa, Lipnica, Avstrija |
| 2023 | Wolfovi mostovi: Koncert ob 120. obletnici smrti Huga Wolfa in 110-letnici mariborskega Starega mosta, Mariborski grad, Maribor                                                                                       |
| 2023 | Spokojnost decembra: Božični koncert ob 190. obletnici rojstva J. Brahmsa in 150. obletnici rojstva M. Regerja in S. V. Rahmaninova, Križevniška cerkev - Ljubljana; Minoritska cerkev - Maribor                      |
| 2023 | Adventni koncert ob 120. letnici smrti Huga Wolfa, Karlova cerkev, Dunaj, Avstrija |

## Diskografija
- Einkehr/Vrnitev (2012)